# Гражина Станішевська
Гражина Станішевська (пол. Grażyna Staniszewska; 2 листопада 1949, Біла-Краковська) — польська політична діячка, член Сейму X, I, II та III скликання, сенатор V скликання, член Європейського парламенту VI скликання.

## Життєпис
Закінчила польську філологію в Ягеллонському університеті. У 1972—1977 роках працювала вчителем середньої школи в м. Бельсько-Бяла, у 1977—1980 роках керувала будинком культури у Вап'єниці. З 1980 року брала активну участь у правлінні профспілки «Солідарність» Підбескідського краю, була також головою підпільних структур регіону. Під час воєнного стану вона була інтернована з грудня 1981 по липень 1982 року і знову заарештована в 1983 році. Після звільнення з інтернування вона продовжувала свою діяльність в підпільній «Солідарності». Працювала інструктором у будинку культурі та в Науково-технічному та економічному інформаційному центрі «Редор» у м. Бельсько-Бяла.
У 1988—1990 роках вона була частиною національного управління «Солідарності». У 1989 році брала участь у переговорах Круглого столу, а в червні того ж року вперше була обрана до Сейму зі списку Громадського комітету. Була членом керівництва Громадського руху «Демократична дія». Була обрана до Сейму чотири скликання поспіль, представляючи Демократичний союз та Унію Свободи, і була членом органів правління цих партій. У 1992 році її ім'я з'явилося на так званому Списку Мацеревича. Остаточним рішенням від 7 березня 2000 року Апеляційний суд у Варшаві постановив, що вона не була таємним та свідомим співробітником органів державної безпеки у значенні Закону.
У Сеймі вона займалася головним чином економічними та освітніми питаннями. Була ініціатором Соціального руху економічних ініціатив «Весна'92», що популяризує правила ринкової економіки. У 1997—2001 роках вона очолювала Парламентський комітет з питань освіти, науки та молоді. У 1998 році ініціювала програму «Interkl@sa», спрямовану на підготовку молоді до вільного функціонування в інформаційному суспільстві. За цю ініціативу, а також за інші заходи, спрямовані на комп'ютеризацію, вона була нагороджена медаллю Польського товариства інформаційних технологій «За заслуги в галузі ІТ-освіти в Польщі».
У 2001 році вона була обрана до Сенату Республіки Польща. У 2004 році від Унії свободи була обрана членом Європейського парламенту VI скликання в Сілезькому виборчому окрузі. У 2005 році вона приєдналася до Демократичної партії — demokraci.pl. Не балотувалася на переобрання до Європарламенту. У 2010 році вона безуспішно балотувалася на посаду мера Бєльсько-Бялої. У 2014 році вона більше не брала участі у виборах. Після трансформації Демократичної партії, з 2016 року асоціюється з Союзом європейських демократів.

## Нагороди
- Королівський угорський орден Святого Стефана (2001)
- Командорський хрест ордену Відродження Польщі (2011)[8];
- орден княгині Ольги III ступеня (Україна, 2008)[9];